# Ruth B
Ruth Berhe (Edmonton, Alberta; 2 de julio de 1995), conocida simplemente como Ruth B., es una cantante y compositora canadiense de origen etíope.Comenzó cantando en Vine en 2013. Luego, en noviembre de 2015, lanzó su EP debut, The Intro. En mayo de 2017, publicó su álbum debut titulado Safe Heaven.

## Biografía
Berthe nació y creció en Edmonton, Alberta. Trabajó durante su adolescencia en un local de ropa Reitman, describiéndose a sí misma como "una introvertida con un lado sociable". También dijo: "Nunca fui la atracción de la fiesta, pero tampoco era la única que se quedaba sola en casa". Mientras trabajaba a tiempo parcial, comenzó a publicar vídeos en Vine, ya que dicho servicio de vídeo le exigía menos esfuerzo que otras plataformas de vídeos con mayor duración, como YouTube.
Berhe publicó su primer video de Vine el 9 de mayo de 2013, y empezó a cantar Vines un año después. Así que sus videos, típicamente con una duración de 6 segundos versionando canciones populares, le ayudaron a conseguir seguidores. 
Algunos de ellos le comentaron que las pistas libres (de su autoría), debería unirlas en una sola canción. Se convirtió en "Lost Boy", que publicó en YouTube el 18 de enero de 2015 y fue lanzado en iTunes el 12 de febrero del mismo año.
Cuando el vídeo comenzó a ganar popularidad, Berthe dijo haber notado que su vida cambió en la escuela. En una entrevista a The Canadian Press aseguró: "Yo estaría caminando en la escuela y serían como 'Oh, ella es la chica del vídeo'. Fue genial por fin tener algo que yo sentía que era mío".
Berthe se graduó en el Ross Sheppard High School en 2013. Asistió a la Universidad MacEwan, aunque finalmente decidió tomarse un tiempo libre para dedicarse a la música. 
La cantante dice que aprender su composición a través de Vine le ayudó a enfocar sus pensamientos y "asegurarse de que cada línea ... está llena del mejor mensaje y la melodía que posiblemente pueda tener". 
Ingresó al estudio a principios de 2016 para comenzar a grabar su álbum debut con Joel Little, un productor de Nueva Zelanda que también ayudó a Lorde a crear su primer álbum. Ella había estado trabajando en muchas canciones desde tiempo antes que el álbum entrara en producción, por lo que dijo haber tenido mucho material para elegir cuando llegó la hora de comenzar a armar algo. 
Berthe ha señalado como múltiples sus influencias musicales, destacando a figuras como Lauryn Hill, The Beatles, Carole King, Grouplove,  Adele, Taylor Swift y Ed Sheeran, como las más representativas para ella. En una entrevista para Idolator dijo: "Lo único que mis artistas favoritos tienen en común es que son narradores de historias. Eso es algo que trato de incorporar a mi música".

## Discografía

### Álbumes de estudio
| Título     | Detalles                                                                                           | Posicionamientos | Posicionamientos |
| Título     | Detalles                                                                                           | CAN              | USA              |
| ---------- | -------------------------------------------------------------------------------------------------- | ---------------- | ---------------- |
| Safe Haven | - Lanzamiento: 5 de mayo de 2017 - Discográfica: Columbia Records - Formatos: CD, descarga digital | 17               | —                |

### EP
| Título    | Detalles                                                                                                 | Posicionamientos | Posicionamientos |
| Título    | Detalles                                                                                                 | CAN              | USA              |
| --------- | --- | ---------------- | ---------------- |
| The Intro | - Lanzamiento: 27 de noviembre de 2015 - Discográfica: Columbia Records - Formatos: CD, descarga digital | 20               | 52               |

### Sencillos
- 2015: "Lost Boy" (CAN #14,[6] EUA #24,[7] UK #97)[8]
- 2017: "Superficial Love"